# Казаров, Сурен Саркисович
Сурен Саркисович Казаров (15 сентября 1929 — 13 октября 1998, Ростов-на-Дону) — советский спортсмен (вольная борьба) и тренер (греко-римская борьба).

## Биография
Родился 15 сентября 1929 года в семье Саркиса Калустовича и Анаит Киракосовны Казаровых, в которой росло трое детей: дочка Галя (1927), сыновья Сурен (1929) и Семён (1940). Отец погиб в Великую Отечественную войну, семья пережила трудные месяцы немецко-фашистской оккупации Ростова-на-Дону.
После войны Сурен учился, отслужил в Советской армии, занимался спортом у талантливого тренера Георгия Мануковича Термолаева, воспитавшего много талантливых борцов.
Выступал как спортсмен за «Спартак» (Ростов-на-Дону). Был серебряным (1957) призёром чемпионата СССР по вольной борьбе и 6-кратным чемпионом РСФСР (1953—1959) по вольной борьбе. Победитель многих турниров и международных товарищеских встреч.
В качестве тренера работал в ДСО «Трудовые резервы» (1962—1998), был старшим тренером-преподавателем комплексной детско-юношеской спортивной школы Ростовского областного совета физкультурно-спортивной организации «Юность России». В числе его учеников — олимпийский чемпион по греко-римской борьбе Вартерес Самургашев.
Умер 13 октября 1998 года в Ростове-на-Дону. Похоронен на Северном кладбище города.
Сын Саркис Казаров стал историком, ученым, профессором Южного федерального университета.

## Заслуги
- Мастер спорта СССР (1956[3]).
- Заслуженный тренер СССР и Заслуженный тренер России.
- Заслуженный работник физической культуры РФ (1998).

## Память

Памятная доска в Ростове-на-Дону

- В Ростове-на-Дону на доме, где жил С. С. Казаров (ул. 16-я линия, 30), установлена мемориальная доска.[2]
- В Ростовской области проводится ежегодный турнир памяти Сурена Казарова.[4]